# Dongpo
Dongpo (en chino, 东坡; pinyin, Dōngpō) es un distrito urbano bajo la administración directa de la Prefectura Meishan  en la Provincia de Sichuan, República Popular China.  Su área es de 1335 km² y su población total para 2010 superó los 820 mil habitantes. 

## Administración
Desde diciembre de 2019, el  Distrito Dongpo se divide en 16 pueblos que se administran en 3 subdistritos y 13 poblados.

## Toponimia
Su nombre honra al famoso poeta, escritor y político de la dinastía Song,  Su Dongpo, quien nació en esta región. Dongpo es una figura histórica muy respetada en la cultura china, conocido por sus contribuciones a la literatura, el arte y la gastronomía.